# SN 2007ap
SN 2007ap – supernowa typu Ia odkryta 13 marca 2007 roku w galaktyce M+03-41-03. W momencie odkrycia miała maksymalną jasność 15,50m.